# Michel Jouvet
Michel Valentin Marcel Jouvet (Lons-le-Saunier, 16 de novembro de 1925 -Villeurbanne 3 de outubro de 2017) foi um médico francês. Foi professor emérito de medicina experimental da Universidade de Lyon.